# Bocvansko-zambijska granica
Granica između Bocvane i Zambije prolazi duž rijeke Zambezi i, s obzirom da je duga otprilike 150 metara, druga je najkraća granična linija na svijetu nakon one između Maroka i Španjolske na poluotoku Peñón de Vélez de la Gomera i najkraća granica na svijetu između dviju država.

## Opis
Granica se nalazi na rijeci Zambezi, koja je na ovom mjestu široka oko 400 m. Točne granice nisu točno definirane i razgraničene, ali granica počinje na tromeđi između Bocvane, Zambije i Namibije i završava 150 m istočno s drugom tromeđom između Bocvane, Zambije i Zimbabvea.

## Povijest
Kratka granica između dviju zemalja često je bila predmet rasprava tijekom godina. Neki izvori tvrde da je u Africi postojala četverostruka granica između Namibije, Bocvane, Zambije i Zimbabvea koje se spajaju na sutoku rijeka Cuando i Zambezi. Ali sada se široko vjeruje da postoje dvije odvojene tromeđe čija udaljenost od oko 150 metara čini granicu Bocvane i Zambije. Dvomeđe je proizašlo iz sporazuma o razgraničenju kolonijalnih područja u Africi s kraja 19. stoljeća. Anglo-njemački ugovor iz 1890. uspostavio je pojas Caprivi  koji je Njemačkoj, koja je upravljala jugozapadnom Afrikom koja odgovara današnjoj Namibiji, omogućio pristup rijeci Zambezi. Trenutna granica Bocvane i Zimbabvea potječe od razgraničenja između Bechunalanda i Južne Rodezije iz 1898.
Godine 1970. Južnoafrička Republika (koja je u to vrijeme okupirala Namibiju) obavijestila je Bocvanu da ne postoji zajednička granica sa Zambijom podupirući tezu o četverostrukoj granici. Zbog toga je trajekt iz Kazungule, koji povezuje Bocvanu i Zambiju, proglašen ilegalnim. Bocvana je oštro odbacila obje tvrdnje i na trajektu je došlo do pucnjave.
Postojanje kratke granice od otprilike 150 metara između Zambije i Bocvane očito je dogovoreno tijekom raznih sastanaka na kojima su sudjelovali šefovi država ili dužnosnici iz sve četiri države između 2006.-10.

## Prijelaz
Rijeka Zambezi, koja je na ovom mjestu široka oko 400 metara, razdvaja Kazungulu u Zambiji i Kasane u Bocvani. Dva su središta povezana trajektom Kazungula, dvama motoriziranim pontonima koji voze između carinskih postaja smještenih na objema obalama.
Nakon prevrtanja pontona 2003., Godine 2007. vlade dviju zemalja objavile su namjeru izgradnje graničnog mosta preko rijeke Zambezi.
Most, zakrivljenog oblika kako bi se izbjegao prelazak u Zimbabve i Namibiju, svečano je otvoren 10. svibnja 2021.

## Vanjske poveznice
|  | Zajednički poslužitelj ima još gradiva o temi Bocvansko-zambijska granica |